# Annamocarya
Annamocarya — рід квіткових рослин родини горіхових, який містить лише один вид, Annamocarya sinensis, що походить із південно-західного Китаю (Гуансі, Гуйчжоу, Юньнань) і північного В'єтнаму. Він споріднений до гікорі і раніше входив до роду Carya, але також має низку характеристик схожих з горіхами, Juglans. Він об'єднаний з Carya в підтрибу Caryinae. Його іноді називають китайським гікорі або дзьобатим гікорі.
Це вічнозелене дерево середнього або великого розміру, що досягає 30 м заввишки. Гілочки з суцільною серцевиною, рідко з порожнистою серцевиною, ймовірно, від мурах. Листки непарноперисті, 30–50 см завдовжки, перисті з 7, 9 чи 11 листочками. Листочки мають суцільний край, що відрізняє його від Carya, де листочки мають зубчастий край. Сережки з'являються навесні, а чоловічі сережки зібрані в китиці по 5–8 разом (поодинокі у Carya). Чоловічі квітки з цільним приквітком; приквітків 2; чашолистки мабуть відсутні; тичинок 5-15, пиляки запушені. Жіночі квітки з цілим приквітком, прирослим до зав'язі; приквітників 3. Плід — горішок 6–8 см завдовжки і 4–6 см завширшки, з гострим дзьобом на верхівці.